# Ража Дабдуб
Ража Файед ал-Мадхун (по-известна като Ража Дабдуб) е български музикант.

## Биография
Ража Дабдуб е родена в семейството на палестински изселници в Кувейт. От 1992 живее в България. Учила е финанси в УНСС, а впоследствие се мести в НБУ. Като дете е свирила на пиано.
Псевдонимът ѝ „Дабдуб“ идва от арабски и означава „малко мече“.

## Музикална кариера
След 2013 развива активна музикална кариера с групата си „Raja & the Band“..
От 2015 работи с виолончелистката Илияна Георгиева. В този период „Raja & the Band“ се преименува на „Dead Man's Hat“, в чиято основа са Ража Дабдуб и Илияна Георгиева, заедно с Петър Трифонов (китара), Христо Михалков (бас) и Антони Трандев (барабани).
През 2016 излиза първият клип на Dead Man's Hat – „After Midnight“.